# Ali Ferzat
Ali Ferzat (* 22. června 1951 Hamá) je syrský výtvarník, známý především jako autor politických karikatur. Už od svých dvanácti let kreslil pro noviny al-Ajám a Tišrín, vystudoval výtvarné umění na Univerzitě v Damašku, v roce 2000 začal vydávat vlastní satirický časopis al-Dumarí (Lampář), který byl v roce 2003 zakázán. Je autorem více než patnácti tisíc kreslených vtipů, které přetiskují také zahraniční periodika jako Le Monde. Byl zvolen předsedou Arabské asociace karikaturistů.
Zpočátku podporoval Bašára Asada, když však prezident váhal s uskutečněním slibovaných reforem, stal se jedním z jeho hlavních kritiků. V občanské válce se postavil na stranu opozice, dne 25. srpna 2011 byl v Damašku unesen neznámými pachateli, kteří ho zbili a zlámali mu prsty. Po uzdravení odešel Ferzat do exilu, žije v Kuvajtu.
Za svoji činnost obdržel v roce 2002 Cenu prince Clause, v roce 2011 Sacharovovu cenu za svobodu myšlení a čestné uznání organizace Reportéři bez hranic, v roce 2013 Cenu Václava Havla za kreativní disent. Časopis Time ho zařadil na svůj seznam stovky nejvlivnějších lidí světa. Zúčastnil se v Praze filmového festivalu Jeden svět.